# أمالي إليزابيث من هاناو-مونتسنبرغ
أمالي إليزابيث من هاناو-مونسنبرغ (28 يناير 1602 - 18 أغسطس 1651)؛ كانت لاندغرافين القرينة ووصية في هسن-كاسل، تزوجت من فيلهلم الخامس لاندغراف هسن-كاسل عام 1619، هي ابنة فيليب لودفيغ الثاني كونت هاناو-مونسنبرغ والكونتيسة كاتارينا بيلجيكا ابنة فيليم الصامت أمير أورانيا، أصبحت عقيلة اللاندغراف بعد توليه السلطة منذ 1627، ومع عام 1637 أجبرتهما الهزائم العسكرية هي وزوجها على النفي نحو فريزيا الشرقية، وفي وقت لاحق من ذلك العام أصبحت وصية على ابنها فيلهلم السادس بعد وفاة زوجها، وبفضل دبلوماسيتها الماهرة ونجاحاتها العسكرية خلال حرب الثلاثين عامًا اللاحقة والتي خاضتها متحالفةً مع السويد وفرنسا، وتمكنت من استرداد مدينة ماربورغ بعد صراع طويل هسن-دارمشتات، وكما ساهمت في تعزيز ثروات هسن-كاسل وأيضا لها دور بارز في صلح وستفاليا التي أنهى الصراع الديني، حيث نجحت من خلاله ضمان حقوق الكالفينيين في الإمبراطورية الرومانية المقدسة ومنحهم وضعًا قانونيًا متساويًا مع الكاثوليك واللوثريين، وعندما بلغ ابنها سن الرشد في عام 1650 سلمت له الأراضي التي وسّعتها، ومع ذلك تدهورت صحتها بعد تقاعدها، وتوفيت بعد فترة وجيزة في عام 1651.
رغم أنجابها أربعة عشر مرةً إلا أن ثلاثة منهم وصلوا سن البلوغ بإضافة إلى ابنها فيلهلم السادس (23 مايو 1629 - 16 يوليو 1663)، كانت ثلاثة أخريات هن إناث، أشهرهن: لاندغرافين شارلوت (20 نوفمبر 1627 - 26 مارس 1686)؛ كانت متزوجة من كارل لودفيغ الأول ناخب بالاتينات أحد أحفاد خالتها الكونتيسة لويز يوليانا، وشقيق صوفي من بالاتينات وخال جورج الأول ملك بريطانيا العظمى، لاحقاً أصبحت حفيدتها إليزابيث شارلوت زوجة فيليب الأول دوق أورليان شقيق لويس الرابع عشر ملك فرنسا، وإما ابنتها الكبرى لاندغرافين إميلي (11 فبراير 1626 - 15 فبراير 1693)؛ تزوجت من هنري شارل دي لا تريمويل دوق ثواغ الرابع أحد أحفاد خالتها الكونتيسة شارلوت برابانتينا، فزوجها كان نبيل فرنسي في البداية كان كاثوليكياً ثم اعتنق البروتستانتية ثم رجع إليها مما أدى إلى فرارها منه، وإما ابنتها الصغرى الباقية لاندغرافين إليزابيث (23 يونيو 1634 - 22 مارس 1688)؛ أصبحت أميرة دير هيرفورد.

## الإرث

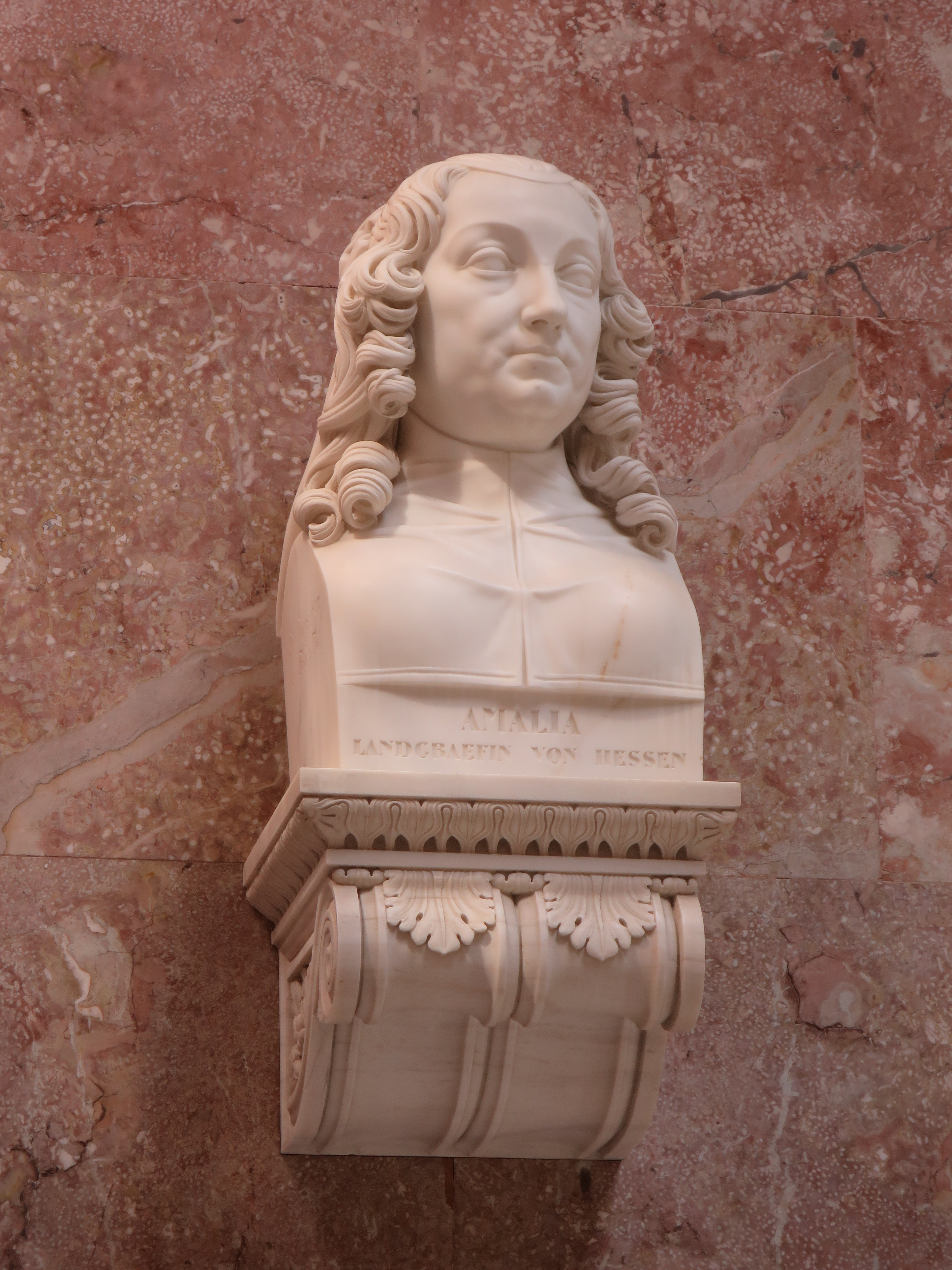
تمثال أمالي إليزابيث في قاعة فالهالا.

تذكرت أمالي إليزابيث بمودة بين الكالفينيين لجهودها في الحفاظ على الإيمان الإصلاحي والدفاع عنه، عندما زارت هايدلبرغ في عام 1651 أشاد بها سكان المدينة الذين أطلقوا عليها اسم دبوره الثانية،  في كتابه عام 1901 نساء الكنيسة الإصلاحية، أطلق عليها جيمس إسحاق قود أطلق عليها اسم "دبوره الإصلاحية" و"جان دارك الإصلاحية"، ومن المرجح أن تكون سيرتها الذاتية الأولى قد كتبها كريستيان غوتفريد كورنر، وأيضا ظهرت كملحق لتمثيل حرب الثلاثين عامًا لفريدريش شيلر، وأيضا كانت واحدة من أربع نساء فقط تم قبولهن في قاعة فالهالا للمشاهير من قبل الملك لودفيغ الأول خلال حياته، (هناك اثنتي عشرة امرأة موجودة اليوم)، نحت كريستيان فريدرش تيك تمثالها النصفي.
على الرغم من أن عهدها ظل محفورًا في الأذهان لأجيال، إلا أن الدراسات الحديثة حول حرب الثلاثين عامًا غالبًا ما تُولي اهتمامًا ضئيلًا أو معدومًا لها أو لإنجازاتها، وأبرز سيرة ذاتية باللغة الإنجليزية عنها هي " الأميرة الحديدية: أماليا إليزابيث وحرب الثلاثين عامًا" التي كتبتها الدكتورة ترينتجي هيلفيرش ونُشرت عام 2013، وانتقدت الدكتورة هيلفيريش في كتابها بأن دورها إليزابيث في حرب الثلاثين عامًا قد تم تهميشه في الأعمال الحديثة "لأنها كانت امرأة، إذ نافس دورها في حرب الثلاثين عامًا دور برنارد من ساكس-فايمار، والكاردينال مازارين، أو حتى غوستافوس أدولفوس ملك السويد".